# Giovanni Bongiorni
Giovanni Bongiorni (ur. 8 lipca 1956 w Pizie) – włoski lekkoatleta specjalizujący się w biegach sprinterskich. Uczestnik letnich igrzysk olimpijskich w Los Angeles (1984).

## Sukcesy sportowe
- mistrz Włoch w biegu na 200 metrów – 1981[1]
- halowy mistrz Włoch w biegu na 200 metrów – 1986[2]

| Rok  | Miasto      | Zawody                    | Konkurencja        | Wynik         |
| ---- | ----------- | ------------------------- | ------------------ | ------------- |
| 1982 | Ateny       | mistrzostwa Europy        | sztafeta 4 × 100 m | 4. miejsce    |
| 1984 | Göteborg    | halowe mistrzostwa Europy | bieg na 200 m      | brązowy medal |
| 1984 | Los Angeles | igrzyska olimpijskie      | sztafeta 4 × 100 m | 4. miejsce    |
| 1986 | Stuttgart   | mistrzostwa Europy        | sztafeta 4 × 100 m | 4. miejsce    |

## Rekordy życiowe
- bieg na 100 metrów – 10,60 – Rzym 20/07/1982
- bieg na 200 metrów – 20,82 – Turyn 15/07/1981
- bieg na 200 metrów (hala) – 21,00 – Turyn 23/02/1984
- bieg na 400 metrów – 46,76 – Rieti 07/09/1986